# Semiothisa biflava
Semiothisa biflava là một loài bướm đêm trong họ Geometridae.